# John Gaillard

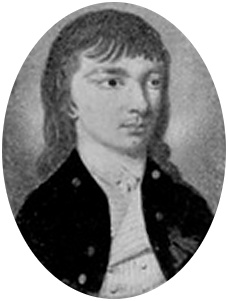
John Gaillard

John Gaillard (* 5. September 1765 im St. Stephen’s District, Province of South Carolina; † 26. Februar 1826 in Washington, D.C.) war ein US-amerikanischer Politiker (Demokratisch-Republikanische Partei), der den Bundesstaat South Carolina im US-Senat vertrat.
John Gaillard kam im heutigen Berkeley County zur Welt. Er wurde in England als Jurist ausgebildet und kehrte dann nach Amerika zurück. Von 1794 bis 1796 übte er als Abgeordneter im Repräsentantenhaus von South Carolina sein erstes politisches Mandat aus; unmittelbar danach wechselte er in den Staatssenat, wo er bis 1804 verblieb. Dort fungierte er ab 1803 als Präsident der Kammer.
Nach dem Rücktritt von US-Senator Pierce Butler wurde Gaillard zu dessen Nachfolger im Kongress gewählt. Er trat sein Mandat am 6. Dezember 1804 an und blieb nach mehrmaliger Wiederwahl bis zu seinem Tod am 26. Februar 1826 Senator. Dabei war er dreimal Präsident pro tempore des Senats: vom 28. Februar bis zum 11. Dezember 1810, vom 25. November 1814 bis zum 5. Januar 1819 und letztmals vom 25. Januar 1820 bis zum 4. Dezember 1825. Nach dem Tod von US-Vizepräsident Elbridge Gerry fiel ihm vom 25. November 1814 bis zum 4. März 1817 auch die Funktion des kommissarischen Vizepräsidenten zu. Er wäre damit im Eventualfall Nachfolger von US-Präsident James Madison gewesen.
Gaillard wurde auf dem Kongressfriedhof beigesetzt.